# Crypsiptya nereidalis
Crypsiptya nereidalis là một loài bướm đêm trong họ Crambidae.